# 358年
| 千纪： | 1千纪                                                                                           |
| 世纪： | 3世纪 \| 4世纪 \| 5世纪                                                                         |
| 年代： | 320年代 \| 330年代 \| 340年代 \| 350年代 \| 360年代 \| 370年代 \| 380年代                       |
| 年份： | 353年 \| 354年 \| 355年 \| 356年 \| 357年 \| 358年 \| 359年 \| 360年 \| 361年 \| 362年 \| 363年 |
| 纪年： | 戊午年（马年）；东晋升平二年；前凉建兴四十六年；代国建国二十一年；前秦永兴二年；前燕光寿二年    |

## 大事记
- 東晉泰山太守諸葛攸進攻東郡，被慕容恪等擊敗，慕容恪更乘機掠奪河南土地。
- 徐、兗二州東晉刺史荀羨率軍向前燕泰山郡山茌進攻，泰山太守賈堅不屈而死，被前燕軍隊擊敗並收復失地。
- 前燕中常侍涅皓誣稱慕容垂妻段氏與吳國典書令高弼行巫蠱之術，意圖以此牽連慕容垂。段氏死在獄中，慕容垂遷鎮東將軍、平州刺史，外鎮遼東，之後慕容垂很快娶了作為妹妹的段夫人，前燕可足渾皇后下令慕容垂降段氏為妾，改娶皇后的妹妹長安君。
- 慕容儁派司徒慕容評等人進攻盤據並州自立的將領張平、李歷等，收降了其部眾。
- 慕容儁下令前燕全國州郡整頓戶口，準備組織150萬大軍以滅東晉，但於隔年閱軍時逝世。
- 苻堅親自出征討伐張平，前鋒督護鄧羌與張平養子張蚝相持數十日，後苻堅率軍至銅壁（今山西忻縣西），張平盡出所有軍力出擊，張蚝在呂光刺傷下為鄧羌生擒，張平的兵眾徹底潰散，請求投降，苻堅授他為右將軍，任命張平的養子張蚝為虎賁中郎將。

## 逝世
- 謝奕，陳郡陽夏人。晉朝官員，東晉太保謝安兄。官至安西將軍、豫州刺史。
- 成昭皇后段氏，前燕人，后燕成武帝慕容垂的结发妻子，段部鲜卑首领段末波的女儿，燕惠愍帝慕容寶之母。